# Ferrovia Benevento-Avellino
La ferrovia Benevento–Avellino è una linea ferroviaria secondaria che collega le due città della Campania. La linea costituisce il tratto finale della ferrovia che collega il nodo di Cancello con Benevento attraverso Sarno-Codola-Mercato San Severino-Avellino, una linea dalla storia complessa, che con diversi nodi e persino la prima galleria ferroviaria del Sud, tolse dall'isolamento diversi centri dell'entroterra campano, e che ha perso parte della sua importanza nel collegare Cancello con Benevento in seguito all'apertura del collegamento ferroviario Benevento-Cancello attraverso la Valle Caudina, ferrovia regionale campana gestita attualmente dall'Ente Autonomo Volturno.

## Storia
La linea fu prevista dalla legge Baccarini del 1879. Dopo che il 31 marzo 1879 la linea ferroviaria aveva raggiunto Avellino, il 2 settembre 1886 venne inaugurato il primo tratto da Avellino fino alla stazione di Prata-Pratola, mentre l'8 marzo 1891 la linea raggiunse Benevento.
Negli anni 1930 iniziarono ad essere utilizzate sulla linea le automotrici che sostituirono quasi del tutto la trazione a vapore, riducendo sensibilmente i tempi di percorrenza. Negli anni 1940 furono istituite anche le fermate di Montorsi e Montefredane sulla linea.
Negli anni 1950, inoltre, vennero create relazioni ferroviarie dirette tra Napoli ed Avellino e Benevento, esistite almeno fino ai primi anni 2000.
Il terremoto dell'Irpinia del 1980 danneggiò la linea, soprattutto nei dintorni di Avellino, ed i fabbricati viaggiatori di tutte le stazioni della linea tra Benevento ed Avellino, eccetto Benevento (e Benevento Arco Traiano che non era ancora esistente), portando alla sostituzione di questi ultimi con gli attualmente esistenti fabbricati di modeste dimensioni a un piano (ad eccezione della stazione di Avellino, perlopiù ricostruita).
Durante gli anni 1990, tutte le stazioni della tratta Benevento-Avellino, eccetto i due capilinea, restarono impresenziate e quella di Montefredane fu chiusa al traffico viaggiatori. Nel 1998, venne firmato un accordo fra le Ferrovie dello Stato ed il Consorzio ASI di Avellino relativo alla realizzazione di un raccordo ferroviario con scalo merci a servizio del Consorzio di Pianodardine. Quest'ultimo, dotato di 3 binari di carico e scarico, uno a servizio di un'azienda e uno di collegamento con la linea ferroviaria, venne collegato alla ferrovia solo nel 2015.
Il 9 settembre 2012 vennero soppressi tutti i servizi passeggeri sulla linea fra Mercato San Severino e Benevento. In seguito alle proteste dell'utenza, dal successivo 28 ottobre vennero ripristinate alcune coppie di treni. Dal 12 dicembre 2021 l'intera linea è autosostituita per lavori di elettrificazione e ammodernamento la cui terminazione è prevista per il 2025 per la tratta da Avellino a Prata-Pratola e che sono invece in fase di progettazione per la tratta da Prata-Pratola a Benevento.
| Tratta          | Inaugurazione    |
| --------------- | ---------------- |
| Avellino–Prata  | 2 settembre 1886 |
| Prata–Benevento | 9 marzo 1891     |

## Caratteristiche
| Continuation backward |

| Unknown route-map component "dCONTgq" | Unknown route-map component "ABZg+r" | Unknown route-map component "d" |

| Station on track |

| Unknown route-map component "d" | Unknown route-map component "ABZgl" | Unknown route-map component "dCONTfq" |

| Unknown route-map component "d" | Unknown route-map component "ABZgl" | Unknown route-map component "dCONTfq" |

| Unknown route-map component "hbKRZWae" |

| Stop on track |

| Enter and exit short tunnel |

| Station on track |

| Small non-passenger station on track |

| Station on track |

| Unknown route-map component "bWBRÜCKE1" |

| Station on track |

| Unknown route-map component "bWBRÜCKE1" |

| Stop on track |

| Unknown route-map component "bWBRÜCKE1" |

| Station on track |

|  | Unknown route-map component "KRWgl" | Unknown route-map component "KRW+r" |

|  | Straight track | Non-passenger end station |

| Small non-passenger station on track |

| Unknown route-map component "SKRZ-Au" |

| Station on track |

| Unknown route-map component "d" | Unknown route-map component "ABZgl" | Unknown route-map component "dCONTfq" |

| Continuation forward |

La linea, lunga quasi 30 km ed a binario unico, è in fase di elettrificazione e viene classificata da RFI come linea complementare.  

### Percorso

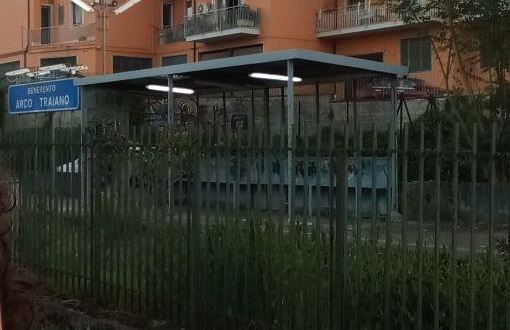
Banchina della stazione di Benevento Arco Traiano.

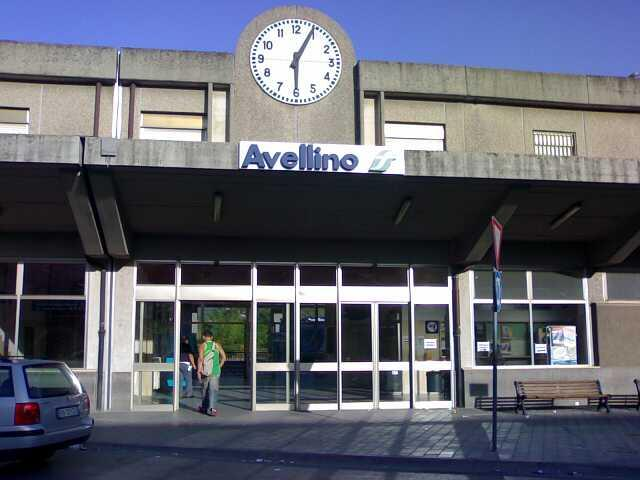
Stazione di Avellino.

Ha origine nel nodo ferroviario di Benevento, stazione da cui si diramano le linee per Cancello di EAV e per Campobasso di RFI (la prima autosostituita per lavori di ammodernamento in corso, la seconda utilizzata solo per saltuari treni storici), oltre ad essere collegato alla linea Caserta-Foggia. Dopo una curva e dopo aver attraversato il fiume Calore Irpino, con un percorso rettilineo la linea raggiunge la fermata di Benevento Arco Traiano, vicina all'omonimo monumento, ultima in ordine cronologico di apertura sulla linea, e dopo la galleria Benevento, lunga 857 metri, raggiunge la stazione di Benevento Porta Rufina. In seguito a un percorso perlopiù rettilineo verso sud in cui costeggia il fiume Sabato, raggiunge la fermata senza traffico di Montorsi, frazione del comune di Sant'Angelo a Cupolo, con un tracciato più ricco di curve, continuando a costeggiare il Sabato, raggiunge la stazione di Chianche-Ceppaloni. In seguito, continua a costeggiare il Sabato e la ex strada statale 88 dei Due Principati, attraversando il fiume dopo tre brevi gallerie e, dopo aver imitato perlopiù il percorso tortuoso della statale e attraversato sia quest'ultima che, nuovamente, il fiume, raggiunge la stazione di Altavilla Irpina, fiancheggiando le ex miniere di zolfo di questa località. Dopo aver, ancora una volta, scavalcato il Sabato e attraversato una galleria, raggiunge con un percorso più dolce la fermata (in passato stazione) di Tufo, anche qui in corrispondenza delle ex miniere oltre che della strada statale 371 della Valle del Sabato. Dopo una galleria sotto l'abitato di Tufo e l'ultimo attraversamento del Sabato, costeggiando la località Annunziata e le abitazioni periferiche di Prata di Principato Ultra raggiunge la stazione di Prata-Pratola, a servizio di quest'ultimo comune e di Pratola Serra. Con un percorso perlopiù rettilineo, costeggiando le località di Ponte Sabato e Arcella, prima si dirama in un breve raccordo ferroviario per l'area industriale ASI di Pianodardine, quindi raggiunge la fermata senza traffico di Montefredane, ed infine raggiunge il nodo ferroviario di Avellino, da cui si diramano le linee RFI per Rocchetta Sant'Antonio e per Cancello (la prima utilizzata solo per saltuari treni storici, la seconda autosostituita per lavori di elettrificazione in corso).

## Materiale rotabile
Sulla linea sono state utilizzate, almeno negli anni 2000 e 2010, ALn 663 (tra cui 663-1130, 663-1135 e 668-1185) e ALn 668 (tra cui 668-1811, 668-1820, 668-1821, 668-1828, 668-1830, 668-1852, 668-1854, 668-1866, 668-3104), in configurazione singola oppure doppia.